# Статистка
«Статистка» (англ. The Extra Girl) — американский немой комедийный фильм 1923 года режиссера Ф. Ричарда Джонса с Мэйбл Норманд в главной роли. Продюсером кинокартины выступил Мак Сеннет. «Статистка» продолжила серию ранних фильмов о киноиндустрии и подготовила почву для более поздних фильмов о Голливуде, таких как «Люди искусства» (1928). Однако в 1923 году съёмки фильмов о самих себе были кинематографистов редкостью, так как кинопроизводству в Южной Калифорнии на тот момент исполнилось чуть больше десяти лет. Тем не менее, многие голливудские клише о девушках из провинциальных городков, приехавших покорять Голливуд, в фильме присутствуют, что укрепляло уже сложившийся к этому времени миф.

## Сюжет
Сью Грэм (Мейбл Норманд) — девушка из маленького городка, которая едет в Голливуд, чтобы избежать брака. Она надеется стать звездой кино. Ей удается получить контракт со студией на основании фотографии совершенно другой (и очень привлекательной) девушки, ошибочно присланной вместо настоящей; подмена обнаруживается, когда Сью является лично. Поскольку ошибка была результатом чужого обмана, менеджер студии соглашается дать девушке работу в отделе костюмов. В конце концов Сью получает возможность пройти пробы, но результат оказывается катастрофическим, хотя чтобы поддержать актрису режиссёр называет ее «прирождённым комиком». Родители Сью приезжают в Калифорнию и доверяют деньги ненадёжному человеку, который обманывает забирает все их сбережения. Сью и её друг детства Дейв, который также последовал за девушкой, возвращают деньги. Несмотря на неудачную карьеру в киноиндустрии, всё складывается удачно.

## В ролях
- Мейбл Норманд — Сью Грэм
- Джордж Николс — Закари Грэм
- Анна Додж — Мэри Грэм (указана как Анна Эрнандес)
- Ральф Грейвс — Дейв Гиддингс
- Вернон Дент — Аарон Эпплджон
- Рэмси Уоллес — Т. Филипп Хакетт
- Шарлотта Майно — Белль Браун
- Мэри Мейсон — актриса
- Макс Дэвидсон — портной
- Луиза Карвер — мадам Маккарти, костюмерша
- Карл Стокдейл — режиссёр
- Гарри Гриббон — комедийный режиссёр
- Джордж Берангер — актер в коситюмерной (указан как Андре Берангер)
- Тедди[англ.] — собака Тедди

Актеры Билли Беван и Уильям Десмонд играют в фильме сами себя. Продюсер Мак Сеннет, которого можно опознать по соломенной шляпе, снялся в сцене проб Сью Грэм.

## Производство
Фильм снимался в нескольких местах Южной Калифорнии (район Эдендейл вдоль современного бульвара Глендейл, где находилась студия Сеннета). Местность имеет полудеревенский вид, запечатлены дома и улицы начала 1920-х годов и рабочая обстановка голливудской студии . В частности, на в одном эпизоде на общем плане показаны декорации фильма с актерами, двумя камерами и операторами, несколькими рабочими и музыкантами: пианистом и скрипачом, — которые помогают актёрам передать нужное настроение. В другом эпизоде показана съёмка на открытом пространстве, нужный свет для которой обеспечивает несколько рабочих с рассеивающими щитами.
«Статистка» стала последним полнометражным фильмом Мейбл Норманд и последним её фильмом у Сеннета.

## Сохранение
Копии фильма хранятся в нескольких архивах, в 2008 году выпущен DVD-диск.